# 埃尔布斯过硫酸盐氧化反应
埃尔布斯过硫酸盐氧化反应（德語：Elbs-Persulfat-Oxidation）指酚被碱性过二硫酸钾氧化为对位二酚。
反应产率较低。反应综述：

## 反应机理
酚盐负离子在酚羟基对位对过二硫酸根离子中的过氧原子进行亲核进攻，硫酸根离子离去，产生对二酚的硫酸酯，经水解得二酚。